# Áreas naturales protegidas del Perú

Áreas Naturales Protegidas de Administración Nacional en 2024

Las Áreas Naturales Protegidas del Perú (ANP) son zonas del territorio nacional y aquellas sobre las que la Nación ejerce soberanía y jurisdicción, en las que los ambientes originales no han sido significativamente alterados por la actividad del ser humano, o que sus ecosistemas y funciones integrales requieren ser preservadas y restauradas, quedarán sujetas al régimen previsto en esta Ley y los demás ordenamientos aplicables. En el Perú se establecen en concordancia con la Ley de Áreas Naturales Protegidas (ley N.° 26834 y su Reglamento publicado mediante el Decreto Supremo N.º 038-2001-AG).
El Perú cuenta con 246 áreas naturales protegidas (76 son administradas por el gobierno nacional, 32 por gobiernos regionales y 138 por propietarios de predios individuales o comunidades).
En 2019 se declaró el día 17 de octubre de cada año como el “Día de las Áreas Naturales Protegidas del Perú”.
Además de las áreas protegidas cuenta con otras modalidades de conservación como concesiones de ecoturismo, concesiones para reforestación, concesiones para manejo de fauna, bosques locales, zonas de conservación y recuperación de ecosistemas, ecosistemas frágiles, las áreas de conservación ambiental, paisajes culturales, las zonas de agrobiodiversidad, las reservas territoriales e indígenas. Cuenta también con sitios con reconocimiento internacional como son los sitios patrimonio mundial, las reservas de biosfera nacionales y transfronterizos, los sitios Ramsar y los geoparques.
Los gobiernos locales tienen competencia y funciones en la protección y conservación del ambiente como proponer la creación de áreas de conservación ambiental.
Las concesiones para conservación son áreas destinadas para fines científicos, de conservación y aprovechamiento compatibles con la conservación otorgada por la Dirección General Forestal y de Fauna Silvestre.
En 2023 se reportó, según el informe de Devida, que el 16 % de la superficie nacional cultivada con coca (14 mil 757 hectáreas) se encuentra en áreas naturales protegidas y zonas de amortiguamiento.

## Clasificación
Las áreas protegidas del Perú pueden clasificarse de acuerdo a quien las administra en tres grupos:
- Las ANP, que pertenecen al «Sistema Nacional de Áreas Naturales Protegidas por el Estado» (SINANPE), administradas por el gobierno nacional;
- Las áreas de conservación regionales (ACR), administradas por los Gobiernos Regionales; y
- Las áreas de conservación privadas (ACP), administradas por personas particulares.

### Áreas protegidas del SINANPE
El Sistema Nacional de Áreas Naturales Protegidas por el Estado (SINANPE) es el conjunto de las áreas naturales protegidas que están bajo administración directa del gobierno central.
Orgánicamente, el sistema se encuentra bajo la jurisdicción del Servicio Nacional de Áreas Naturales Protegidas por el Estado (SERNANP), entidad bajo jurisdicción del Ministerio del Ambiente. Antes de la creación del Ministerio del Ambiente, se hallaba bajo jurisdicción del Ministerio de Agricultura a través del Instituto Nacional de Recursos Naturales (INRENA),
Al 5 de marzo del 2021, el SINANPE estaba integrado por 76 áreas naturales protegidas (25 684 523.65 ha). Si se consideran las Áreas de Conservación Regional - ACR (25, con una superficie protegida de 3 245 188,63 ha) y las Áreas de Conservación Privada - ACP (141, con 384 918.98 ha), el territorio total protegido del país es de 23 051 968,58 ha. Si solo consideramos la superficie terrestre del Perú que son áreas naturales protegidas, estas son 22 645 810,51 ha, un 17,62% del total nacional.

#### Categorías
Existen diversas opciones de categorías de área natural protegida cuyos objetivos de protección varían gradualmente. Según su condición legal, finalidad, usos permitidos, existen áreas de uso directo y áreas de uso indirecto.
Áreas de uso indirecto
Las Áreas protegidas son aquellas de protección intangible, en las que no se permite la extracción de recursos naturales y ningún tipo de modificación en el ambiente natural. Estas áreas solo permiten la investigación científica no manipulativa y actividades turísticas, recreativas, educativas y culturales bajo condiciones debidamente reguladas. Son áreas de uso indirecto:
- Parques nacionales (PN) : los parques nacionales han sido creados en áreas que constituyen muestras representativas de las grandes unidades ecológicas del país. En ellos se protege la integridad ecológica de uno o más ecosistemas, las asociaciones de flora y fauna silvestre, los procesos sucesionales y evolutivos, así como características paisajísticas y culturales. En ellos no se pueden desarrollar actividades cinegéticas, ganaderas, pastoriles, madereras o mineras, o en general todas aquellas que supongan la explotación de los recursos naturales
- Santuarios nacionales (SN) : son áreas donde se protege el hábitat de una especie o una comunidad de flora y fauna, así como formaciones naturales de interés científico y paisajístico y de importancia nacional.
- Santuarios históricos (SH) : son áreas que además de proteger espacios que contienen valores naturales relevantes, constituyen el entorno de muestras del patrimonio monumental y arqueológico del país o son lugares donde se desarrollaron hechos sobresalientes de la historia nacional.

Áreas de uso directo
Son aquellas que permiten el aprovechamiento de los recursos naturales, prioritariamente por las poblaciones locales, bajo los lineamientos de un Plan de Manejo aprobado y supervisado por la autoridad nacional competente. Son áreas de uso directo:
- Reservas nacionales (RN): áreas destinadas a la conservación de la diversidad biológica y la utilización sostenible, incluso comercial, de los recursos de flora y fauna silvestre bajo planes de manejo, con excepción de las actividades de aprovechamiento forestal comercial con fines madereros.
- Reservas Paisajísticas (RP): áreas donde se protege ambientes cuya integridad geográfica muestra una relación armoniosa entre el hombre y la naturaleza, albergando por ello importantes valores naturales, culturales y estéticos. Si la zonificación del área así lo prevé, pueden permitirse el uso tradicional de recursos naturales, los usos científicos y turísticos y los asentamientos humanos. Las actividades que signifiquen cambios notables en las características del paisaje y los valores del área están excluidas.
- Bosques de Protección (BP): áreas que se establecen para proteger las cuencas altas o colectoras, las riberas de los ríos y de otros cursos de agua y, en general, para proteger contra la erosión a las tierras frágiles que así lo requieran. En ellos se permite el uso de recursos y el desarrollo de actividades que no afecten la cobertura vegetal, los suelos frágiles o cursos de agua.
- Reservas Comunales (RC): áreas destinadas a la conservación de la flora y fauna silvestre en beneficio de las poblaciones rurales vecinas las cuales, por realizar un uso tradicional comprobado, tienen preferencia en el uso de los recursos del área. El uso y comercialización de recursos se hace bajo planes de manejo, aprobados y supervisados por la autoridad y conducidos por los mismos beneficiarios.
- Cotos de Caza (CC): son áreas destinadas al aprovechamiento de la fauna silvestre a través de la práctica regulada de la caza deportiva.
- Refugios de Vida Silvestre (RVS): áreas que requieren intervención activa para garantizar el mantenimiento y recuperación de hábitats y poblaciones de determinadas especies. Se excluyen el aprovechamiento comercial de recursos naturales que puedan provocar alteraciones significativas del hábitat.

Zonas Reservadas (ZR)
Además de las categorías mencionadas, las Zonas Reservadas se establecen de forma transitoria en aquellas áreas que, reuniendo las condiciones para ser consideradas como áreas naturales protegidas, requieren la realización de estudios complementarios para determinar, entre otras cosas, su extensión y categoría. Las Zonas Reservadas también forman parte del SINANPE.
Esta área tiene categoría de carácter transitorio, como también estas áreas posterior a sus estudios complementarios, se colocarán en su respectiva clasificación de acuerdo a su tipo y características.

## Lista
| Declaración              | Denominación                                                                        | Figura | Ubicación                                           | Superficie (ha) | Tipo                                                         |  |
| ------------------------ | ----------------------------------------------------------------------------------- | ------ | --------------------------------------------------- | --------------- | ------------------------------------------------------------ |  |
| 08 de septiembre de 1961 | Parque nacional Cutervo                                                             | PN-01  | Cajamarca                                           | 8,214           | -                                                            |  |
| 14 de mayo de 1965       | Parque nacional Tingo María                                                         | PN-02  | Huánuco                                             | 4,777           | -                                                            |  |
| 18 de mayo de 1967       | Reserva nacional Pampa Galeras-Bárbara d'Achille                                    | RN-01  | Ayacucho                                            | 65,00           | -                                                            |  |
| 29 de mayo de 1973       | Parque nacional del Manu                                                            | PN-03  | Cuzco Madre de Dios                                 | 15 238          | Reserva de Biosfera (1977) Patrimonio de la Humanidad (1987) |  |
| 7 de agosto de 1974      | Santuario Nacional de Huayllay                                                      | SN-01  | Pasco                                               | 68,15           | -                                                            |  |
| 1974                     | Santuario Histórico de Chacamarca                                                   | SH-01  | Junín                                               | 25,00           | -                                                            |  |
| 1974                     | Reserva nacional de Junín                                                           | RN-02  | Junín Pasco                                         | 530,00          | RAMSAR (1997)                                                |  |
| 1 de julio de 1975       | Parque nacional Huascarán                                                           | PN-04  | Áncash                                              | 3400,0          | Reserva de Biosfera (1977) Patrimonio de la Humanidad (1985) |  |
| 25 de septiembre de 1975 | Reserva nacional de Paracas                                                         | RN-03  | Ica                                                 | 3350,0          | RAMSAR (1992)                                                |  |
| 22 de julio de 1975      | Parque nacional Cerros de Amotape                                                   | PN-05  | Piura Tumbes                                        | 945,77          | Reserva de Biosfera (1977)                                   |  |
| 1975                     | Coto de Caza El Angolo                                                              | CC-01  | Piura                                               | 650,00          | Reserva de Biosfera (1977)                                   |  |
| 21 de julio de 1977      | Reserva nacional de Lachay                                                          | RN-04  | Lima                                                | 50,7            | -                                                            |  |
| 1977                     | Coto de Caza Sunchubamba                                                            | CC-02  | Cajamarca                                           | 597,35          | -                                                            |  |
| 31 de octubre de 1978    | Reserva nacional del Titicaca                                                       | RN-05  | Puno                                                | 361,8           | RAMSAR (1997)                                                |  |
| 9 de agosto de 1979      | Reserva nacional de Salinas y Aguada Blanca                                         | RN-06  | Arequipa Moquegua                                   | 3669,36         | -                                                            |  |
| 19 de mayo de 1980       | Bosque de Protección Aledaño a la Bocatoma del Canal Nuevo Imperial                 | BP-01  | Lima                                                | 0,1811          | -                                                            |  |
| 1980                     | Santuario Histórico de la Pampa de Ayacucho                                         | SH-02  | Ayacucho                                            | 3,00            | -                                                            |  |
| 1981                     | Santuario Histórico de Machu Picchu                                                 | SH-03  | Cuzco                                               | 325,92          | Patrimonio de la Humanidad (1983)                            |  |
| 1981                     | Santuario Nacional de Calipuy                                                       | SN-02  | La Libertad                                         | 45,00           | -                                                            |  |
| 1981                     | Reserva nacional de Calipuy                                                         | RN-07  | La Libertad                                         | 640,00          | -                                                            |  |
| 4 de febrero de 1982     | Reserva nacional Pacaya Samiria                                                     | RN-08  | Loreto                                              | 20 800,00       | RAMSAR (1992)                                                |  |
| 1982                     | Bosque de Protección Puquio Santa Rosa                                              | BP-02  | La Libertad                                         | 0,725           | -                                                            |  |
| 11 de agosto de 1983     | Parque nacional del Río Abiseo                                                      | PN-06  | San Martín                                          | 2745,20         | Patrimonio de la Humanidad (1990) Reserva de Biosfera (2016) |  |
| 1984                     | Santuario Nacional de Lagunas de Mejía                                              | SN-03  | Arequipa                                            | 6,91            | RAMSAR (1992)                                                |  |
| 31 de enero de 1985      | Bosque de Protección Pui-Pui                                                        | BP-03  | Junín                                               | 600,00          | -                                                            |  |
| 1986                     | Parque nacional Yanachaga-Chemillén                                                 | PN-07  | Pasco                                               | 1220,0          | Reserva de Biosfera (2010)                                   |  |
| 1987                     | Santuario Nacional de Ampay                                                         | SN-04  | Apurímac                                            | 36,35           | -                                                            |  |
| 20 de marzo de 1987      | Bosque de Protección San Matías-San Carlos                                          | BP-04  | Pasco                                               | 1458,18         | Reserva de Biosfera (2010)                                   |  |
| 23 de julio de 1987      | Bosque de Protección Alto Mayo                                                      | BP-06  | San Martín                                          | 1820,00         | -                                                            |  |
| 1987                     | Bosque de Protección Pagaibamba                                                     | BP-05  | Cajamarca                                           | 20,7838         | -                                                            |  |
| 1988                     | Reserva Comunal Yanesha                                                             | RC-01  | Pasco                                               | 347,447         | Reserva de Biosfera (2010)                                   |  |
| 1988                     | Santuario Nacional Manglares de Tumbes                                              | SN-05  | Tumbes                                              | 29,72           | RAMSAR (1997)                                                |  |
| 1988                     | Santuario Nacional Tabaconas-Namballe                                               | SN-08  | Cajamarca                                           | 295,00          | -                                                            |  |
| 1996                     | Zona Reservada Chancaybaños                                                         | ZR-01  | Cajamarca                                           | 26,28           | -                                                            |  |
| 1997                     | Zona Reservada Güeppí (Considerada como parque nacional desde 2012)                 | ZR-02  | Loreto                                              | 6259,71         | -                                                            |  |
| 21 de enero de 1999      | Zona Reservada Santiago-Comaina                                                     | ZR-03  | Amazonas Loreto                                     | 16 425,67       | -                                                            |  |
| 2000                     | Parque nacional Bahuaja Sonene                                                      | PN-08  | Madre de Dios Puno                                  | 10 914,16       | -                                                            |  |
| 2000                     | Reserva nacional Tambopata                                                          | RN-09  | Madre de Dios                                       | 2746,90         | -                                                            |  |
| 1 de mayo de 2001        | Reserva Paisajística Nor Yauyos-Cochas                                              | RP-01  | Junín Lima                                          | 2212,6848       | -                                                            |  |
| 2001                     | Parque nacional Cordillera Azul                                                     | PN-09  | Huánuco Loreto San Martín Ucayali                   | 13 531,90       | -                                                            |  |
| 2001                     | Santuario Histórico Bosque de Pómac                                                 | SH-04  | Lambayeque                                          | 58,87           | -                                                            |  |
| 2001                     | Reserva Comunal El Sira                                                             | RC-02  | Huánuco Ucayali Pasco                               | 6164,1341       | Reserva de Biosfera (2010)                                   |  |
| 2002                     | Zona Reservada Cordillera Huayhuash                                                 | ZR-05  | Áncash Huánuco Lima                                 | 675,8976        | -                                                            |  |
| 2002                     | Reserva Comunal Amarakaeri                                                          | RC-03  | Cuzco Madre de Dios                                 | 4023,3562       | -                                                            |  |
| 2003                     | Parque nacional Otishi                                                              | PN-10  | Cuzco Junín                                         | 3059,73         | -                                                            |  |
| 2003                     | Reserva Comunal Machiguenga                                                         | RC-04  | Cuzco                                               | 2189,0563       | -                                                            |  |
| 2003                     | Reserva Comunal Asháninka                                                           | RC-05  | Cuzco Junín                                         | 1844,6838       | -                                                            |  |
| 2004                     | Reserva Comunal Purús                                                               | RC-06  | Madre de Dios Ucayali                               | 2020,3321       | -                                                            |  |
| 2004                     | Parque nacional Alto Purús                                                          | PN-11  | Madre de Dios Ucayali                               | 25 106,94       | -                                                            |  |
| 16 de enero de 2004      | Reserva nacional Allpahuayo-Mishana                                                 | RN-10  | Loreto                                              | 580,69          | -                                                            |  |
| 2004                     | Santuario Nacional Megantoni                                                        | SN-06  | Cuzco                                               | 2158,67         | -                                                            |  |
| 8 de agosto de 2005      | Reserva nacional Pucacuro                                                           | RN-14  | Loreto                                              | 6379,188        | -                                                            |  |
| 18 de mayo de 2005       | Reserva Paisajística Subcuenca del Cotahuasi                                        | RP-02  | Arequipa                                            | 4305,50         | -                                                            |  |
| 5 de abril de 2006       | Zona reservada Sierra del Divisor                                                   | ZR-07  | Loreto                                              |                 | -                                                            |  |
| 2006                     | Reserva nacional de Tumbes                                                          | RN-11  | Tumbes                                              | 192,6672        | Reserva de Biosfera (1977)                                   |  |
| 2006                     | Refugio de Vida Silvestre Laquipampa                                                | RVS-01 | Lambayeque                                          | 83,2864         | -                                                            |  |
| 2006                     | Refugio de Vida Silvestre Pantanos de Villa                                         | RVS-02 | Lima                                                | 2,6327          | RAMSAR (1997)                                                |  |
| 2007                     | Parque nacional Ichigkat Muja - Cordillera del Cóndor                               | PN-12  | Amazonas                                            | 88 477,00       | -                                                            |  |
| 2007                     | Reserva Comunal Tuntanain                                                           | RC-07  | Amazonas                                            | 949,6768        | -                                                            |  |
| 2008                     | Zona Reservada Humedales de Puerto Viejo                                            | ZR-08  | Lima                                                | 275,81          | -                                                            |  |
| 26 de marzo de 2009      | Santuario Nacional Pampa Hermosa (Considerada como Zona Reservada desde 2005)       | SN-07  | Junín                                               | 115,4374        | -                                                            |  |
| 27 de agosto de 2009     | Reserva nacional Matsés                                                             | RN-12  | Loreto                                              | 4206,3534       | -                                                            |  |
| 10 de diciembre de 2009  | Santuario Nacional Cordillera de Colán (Considerada como Zona Reservada desde 2002) | SN-09  | Amazonas                                            | 392,158         | -                                                            |  |
| 10 de diciembre de 2009  | Reserva Comunal Chayu Nain                                                          | RC-08  | Amazonas                                            | 235,9776        | -                                                            |  |
| 1 de enero de 2010       | Reserva nacional Sistema de Islas, Islotes y Puntas Guaneras                        | RN-13  | Áncash Arequipa Ica Lambayeque Lima Moquegua Piura  | 1408,3347       | -                                                            |  |
| 21 de julio de 2011      | Reserva de Vida Silvestre Bosques Nublados de Udima                                 | RVS-03 | Cajamarca Lambayeque                                | 12 183,20       | -                                                            |  |
| 9 de julio de 2011       | Zona Reservada río Nieva                                                            | ZR-11  | Amazonas                                            |                 | -                                                            |  |
| 21 de julio de 2011      | Zona Reservada Lomas de Ancón                                                       | ZR-17  | Lima                                                |                 | -                                                            |  |
| 9 de julio de 2011       | Zona Reservada Bosques de Zárate                                                    | ZR-13  | Lima                                                |                 | -                                                            |  |
| 9 de julio de 2011       | Reserva nacional San Fernando                                                       | RN-15  | Ica                                                 |                 | -                                                            |  |
| 9 de julio de 2011       | Zona Reservada Cerro Khapia                                                         | ZR-15  | Puno                                                |                 | -                                                            |  |
| 25 de octubre de 2012    | Reserva Comunal Airo Pai                                                            | RC-09  | Loreto                                              |                 | -                                                            |  |
| 25 de octubre de 2012    | Reserva Comunal Huimeki                                                             | RC-10  | Loreto                                              |                 | -                                                            |  |
| 25 de octubre de 2012    | Parque nacional Güeppi-Sekime                                                       | PN-13  | Loreto                                              |                 | -                                                            |  |
| 08 de diciembre de 2015  | Parque nacional Sierra del Divisor                                                  | PN-14  | Loreto Ucayali                                      | 1 354 485,10    | -                                                            |  |
| 10 de enero de 2018      | Parque nacional Yaguas                                                              | PN-15  | Loreto                                              |                 | -                                                            |  |
| 5 de junio de 2021       | Reserva nacional Dorsal de Nazca                                                    | RN-15  | Mar de Grau · frente a las costas de Ica            | 6 239 205,75    | -                                                            |  |
| 24 de diciembre de 2021  | Reserva nacional Illescas                                                           | RN-17  | Piura                                               |                 | -                                                            |  |
| 26 de abril de 2024      | Reserva nacional Mar Tropical de Grau                                               | RN-18  | Mar de Grau · frente a las costas de Piura y Tumbes | 115 675,89      | -                                                            |  |

### Áreas de Conservación Regionales - ACR
| Imagen | Declaración             | Denominación                                             | Figura | Ubicación  | Superficie (ha) |
| ------ | ----------------------- | -------------------------------------------------------- | ------ | ---------- | --------------- |
|        | 22-07-2005              | ACR Cordillera Escalera                                  | ACR-01 | San Martín | 149.870 ha      |
|        | 14-12-2006              | ACR Humedales de Ventanilla                              | ACR-02 | Lima       | 275,4 ha        |
|        | 24-01-2007              | ACR Albufera de Medio Mundo                              | ACR-03 | Lima       | 688 ha          |
|        | 15-05-2009              | ACR Comunal Tamshiyacu Tahuayo                           | ACR-04 | Loreto     | 420,080.25 ha   |
|        | 27-08-2009              | ACR Vilacota Maure                                       | ACR-05 | Tacna      | 124,313.18 ha   |
|        | 15-06-2010              | ACR Imiría                                               | ACR-06 | Ucayali    | 135,737.52 ha   |
|        | 23-12-2010              | ACR Choquequirao                                         | ACR-07 | Cuzco      | 103,814.39 ha   |
|        | 23-12-2010              | ACR Bosque de Puya Raymondi-Titankayocc                  | ACR-08 | Ayacucho   | 6,272.39 ha     |
|        | 23.12-2010              | ACR Ampiyacu Apayacu                                     | ACR-09 | Loreto     | 434,129.54 ha   |
|        | 18-03-2011              | ACR Alto Nanay-Pintuyacu-Chambira                        | ACR-10 | Loreto     | 954,635.48 ha   |
|        | 18-03-2011              | ACR Angostura Faical                                     | ACR-11 | Tumbes     | 8,754.50 ha     |
|        | 22-06-2011              | ACR Bosque Huacrupe-La Calera                            | ACR-12 | Lambayeque | 7,272.27 ha     |
|        | 22-06-2011              | ACR Bosque Moyán-Palacio                                 | ACR-13 | Lambayeque | 8,457.76 ha     |
|        | 21-07-2011              | ACR Huaytapallana                                        | ACR-14 | Junín      | 22,406.52 ha    |
|        | 21-07-2011              | ACR Bosque Seco de Salitral - Huarmaca                   | ACR-15 | Piura      | 28,811.86 ha    |
|        | 06 de agosto de 2014    | ACR Laguna de Huacachina                                 | ACR-16 | Ica        | 2,407.72 ha     |
|        | 16 de junio de 2016     | ACR Maijuna Kichwa                                       | ACR-17 | Loreto     | 391,039.82 ha   |
|        | 24 de agosto de 2017    | ACR Tres Cañones                                         | ACR-18 | Cuzco      | 39,485.11 ha    |
|        | 15 de junio de 2018     | ACR Vista Alegre–Omia                                    | ACR-19 | Amazonas   | 48,944.51 ha    |
|        | 15 de junio de 2018     | ACR Bosques Tropicales Estacionalmente Secos del Marañón | ACR-20 | Amazonas   | 13,929.12 ha    |
|        | 13 de diciembre de 2018 | ACR Bosques de Shunté y Mishollo                         | ACR-21 | San Martín | 191,405.53 ha   |
|        | 01 de octubre de 2019   | ACR Bosques El Chaupe, Cunía y Chinchiquilla             | ACR-22 | Cajamarca  | 21,868.88 ha    |
|        | 06 de diciembre de 2019 | ACR Sistema de Lomas de Lima                             | ACR-23 | Lima       | 13,475.74 ha    |
|        | 11 de diciembre de 2019 | ACR Ausangate                                            | ACR-24 | Cuzco      | 66,514.17 ha    |
|        | 30 de diciembre de 2019 | ACR Bosque Montano de Carpish                            | ACR-25 | Huánuco    | 50,599.21 ha    |
|        | 24 de marzo de 2021     | ACR Chuyapi Urusayhua                                    | ACR-26 | Cuzco      | 80,190.78 ha    |
|        | 5 de mayo de 2021       | ACR Páramos y Bosques Montanos de Jaén y Tabaconas       | ACR-27 | Cajamarca  | 31,537.23 ha    |
|        | 24 de mayo de 2021      | ACR Bosques Secos del Marañón                            | ACR-28 | Cajamarca  | 21,794.71 ha    |
|        | 24 de julio de 2021     | ACR Q’eros-Kosñipata                                     | ACR-30 | Cuzco      | 55,319.97 ha    |
|        | 24 de julio de 2021     | ACR Comunal Alto Tamaya-Abujao                           | ACR-31 | Ucayali    | 150,010.82 ha   |
|        | 24 de julio de 2021     | ACR Codo de Pozuzo                                       | ACR-29 | Huánuco    | 10,453.45 ha    |
|        | 05 de noviembre de 2021 | ACR Bosque Nublado Amaru-Huachocolpa-Chihuana            | ACR-32 | Huánuco    | 5,024.18 ha     |
|        | 5 de abril de 2022      | ACR Los Humedales de Chaviña - Bella Unión               | ACR-33 | Arequipa   | 200.00 ha       |

### Áreas de Conservación Privadas - ACP
| Imagen | Declaración | Denominación                                                                     | Figura  | Ubicación            | Superficie (ha) |
| ------ | ----------- | -------------------------------------------------------------------------------- | ------- | -------------------- | --------------- |
|        | 19-12-2001  | ACP Chaparrí                                                                     | ACP-01  | Lambayeque Cajamarca | 34.412,00 ha    |
|        | 16-09-2004  | ACP Cañoncillo                                                                   | ACP-02  | La Libertad          | 1.310,90 ha     |
|        | 13-12-2005  | ACP Pacllon                                                                      | ACP-03  | Áncash               | 12.896,56 ha    |
|        | 13-12-2005  | ACP Huayllapa                                                                    | ACP-04  | Lima                 | 21.106.57 ha    |
|        | 23-11-2006  | ACP Sagrada Familia                                                              | ACP-05  | Pasco                | 75,80 ha        |
|        | 30-11-2006  | ACP Huiquilla                                                                    | ACP-06  | Amazonas             | 1.140,54 ha     |
|        | 19-03-2007  | ACP San Antonio                                                                  | ACP-07  | Amazonas             | 357,39 ha       |
|        | 19-03-2007  | ACP Abra Málaga                                                                  | ACP-08  | Cuzco                | 1.053,00 ha     |
|        | 24-04-2007  | ACP Jirishanca                                                                   | ACP-09  | Huánuco              | 12.172,91 ha    |
|        | 16-10-2007  | ACP Abra Patricia - Alto Nieva                                                   | ACP-10  | Amazonas             | 1.415,74 ha     |
|        | 15-01-2008  | ACP Bosque Nublado                                                               | ACP-11  | Cuzco                | 3.353,88 ha     |
|        | 17-06-2008  | ACP Huamanmarca Ochuro Tumpullo                                                  | ACP-12  | Arequipa             | 15.669,00 ha    |
|        | 16-09-2009  | ACP Abra Málaga Thastayoc-Royal Cinclodes                                        | ACP-13  | Cuzco                | 70,64 ha        |
|        | 16-09-2009  | ACP Hatun Queuña-Quishuarani Ccollana                                            | ACP-14  | Cuzco                | 234,88 ha       |
|        | 16-09-2009  | ACP Llamac                                                                       | ACP-15  | Áncash               | 6.037,85 ha     |
|        | 16-09-2009  | ACP Uchumiri                                                                     | ACP-16  | Arequipa             | 10.253,00 ha    |
|        | 06-05-2010  | ACP Sele Tecse-Laren Ayllu                                                       | ACP-17  | San Martín           | 974,22 ha       |
|        | 06-05-2010  | ACP Mantanay                                                                     | ACP-18  | Cuzco                | 365,57 ha       |
|        | 06-05-2010  | ACP Choquechaca                                                                  | ACP-19  | Cuzco                | 2.076,54 ha     |
|        | 06-07-2010  | ACP Tambo Ilusion                                                                | ACP-20  | San Martín           | 14.29 ha        |
|        | 06-09-2010  | ACP Tilacancha                                                                   | ACP-21  | Amazonas             | 6.800,48 ha     |
|        | 06-09-2010  | ACP Habana Rural Inn                                                             | ACP-22  | Madre de Dios        | 27.79 ha        |
|        | 06-09-2010  | ACP Refugio K'erenda Homet                                                       | ACP-23  | Madre de Dios        | 35.40 ha        |
|        | 06-09-2010  | ACP Bahuaja                                                                      | ACP-24  | Madre de Dios        | 5.57 ha         |
|        | 01-12-2010  | ACP Tutusima                                                                     | ACP-25  | Madre de Dios        | 5.43 ha         |
|        | 29-12-2010  | ACP Bosque Seco Amotape                                                          | ACP-26  | Tumbes               | 123.30 ha       |
|        | 29-12-2010  | ACP Selva Botánica                                                               | ACP-27  | Loreto               | 170.46 ha       |
|        | 29-12-2010  | ACP Hernan Dantas                                                                | ACP-28  | Loreto               | 49.07 ha        |
|        | 17-02-2011  | ACP Juningue                                                                     | ACP-29  | San Martín           | 39.12 ha        |
|        | 28-04-2011  | ACP Pampacorral                                                                  | ACP-30  | Cuzco                | 767.56 ha       |
|        | 28-04-2011  | ACP Qosqoccahuarina                                                              | ACP-31  | Cuzco                | 1 827.00 ha     |
|        | 07-06-2011  | ACP Hierba Buena-Alpayacu                                                        | ACP-32  | Amazonas             | 2 282.12 ha     |
|        | 16-06-2011  | ACP San Marcos                                                                   | ACP-33  | Huánuco              | 985.99 ha       |
|        | 24-06-2011  | ACP Copallin                                                                     | ACP-34  | Amazonas             | 11 549.21 ha    |
|        | 19-07-2011  | ACP Amazon Natural Park                                                          | ACP-35  | Loreto               | 62.66 ha        |
|        | 26-07-2011  | ACP Milpuj-La Heredad                                                            | ACP-36  | Amazonas             | 16.57 ha        |
|        | 26-07-2011  | ACP Lomas de Atiquipa                                                            | ACP-37  | Arequipa             | 19 028.02 ha    |
|        | 26-07-2011  | ACP Huaylla Belen-Colcamar                                                       | ACP-38  | Amazonas             | 6 338.42 ha     |
|        | 11-11-2011  | ACP La Huerta del Chaparrí                                                       | ACP-39  | Lambayeque           | 100.00 ha       |
|        | 22-12-2011  | ACP Pillco Grande-Bosque de Pumataki                                             | ACP-40  | Cuzco                | 271.62 ha       |
|        | 22-12-2011  | ACP Panguana                                                                     | ACP-41  | Huánuco              | 135.60 ha       |
|        | 22-12-2011  | ACP Japu-Bosque Ukumari Llaqta                                                   | ACP-42  | Cuzco                | 18 695.75 ha    |
|        | 29-12-2011  | ACP Microcuenca de Paria                                                         | ACP-43  | Áncash               | 767.34 ha       |
|        | 24-01-2012  | ACP Inotawa-2                                                                    | ACP-44  | Madre de Dios        | 15.59 ha        |
|        | 24-01-2012  | ACP Inotawa-1                                                                    | ACP-45  | Madre de Dios        | 58.92 ha        |
|        | 24-02-2012  | ACP San Juan Bautista                                                            | ACP-46  | Madre de Dios        | 23.14 ha        |
|        | 26-03-2012  | ACP Boa Wadack Dari                                                              | ACP-47  | Madre de Dios        | 22.88 ha        |
|        | 26-03-2012  | ACP Nuevo Amanecer                                                               | ACP-48  | Madre de Dios        | 28.38 ha        |
|        | 01-06-2012  | ACP Taypipiña                                                                    | ACP-49  | Puno                 | 651.1920 ha     |
|        | 11-06-2012  | ACP Checca                                                                       | ACP-50  | Puno                 | 560.00 ha       |
|        | 16-07-2012  | ACP El Gato                                                                      | ACP-51  | Madre de Dios        | 45.00 ha        |
|        | 13-09-2012  | ACP Bosque Benjamin I                                                            | ACP-52  | Madre de Dios        | 28.41 ha        |
|        | 20-09-2012  | ACP Bosque de Palmeras de la Comunidad Campesina Taulia Molinopampa              | ACP-53  | Amazonas             | 10 920.84 ha    |
|        | 28-09-2012  | ACP Gotas de Agua II                                                             | ACP-54  | Cajamarca            | 45.00 ha        |
|        | 28-09-2012  | ACP Gotas de Agua I                                                              | ACP-55  | Cajamarca            | 28.41 ha        |
|        | 21-11-2012  | ACP Los Chilchos                                                                 | ACP-56  | Amazonas             | 10 920.84 ha    |
|        | 28-12-2012  | ACP Camino Verde Baltimore                                                       | ACP-57  | Madre de Dios        | 21.07 ha        |
|        | 21-01-2013  | ACP Larga Vista I                                                                | ACP-58  | San Martín           | 22.32 ha        |
|        | 21-01-2013  | ACP Larga Vista II                                                               | ACP-59  | San Martín           | 22.50 ha        |
|        | 15-02-2013  | ACP Pucunucho                                                                    | ACP-60  | San Martín           | 23.50 ha        |
|        | 04-03-2013  | ACP Berlín                                                                       | ACP-61  | Amazonas             | 59.00 ha        |
|        | 18-04-2013  | ACP Bosques de Neblina y Páramos de Samanga                                      | ACP-62  | Piura                | 2888.03 ha      |
|        | 21-06-2013  | ACP Bosque Benjamin II                                                           | ACP-63  | Madre de Dios        | 29.00 ha        |
|        | 11-07-2013  | ACP Selva Virgen                                                                 | ACP-64  | Loreto               | 24.5148 ha      |
|        | 24-01-2013  | ACP La Pampa del Burro                                                           | ACP-65  | Amazonas             | 2776.96 ha      |
|        | 17-07-2013  | ACP Bosque Benjamín III                                                          | ACP-66  | Madre de Dios        | 26.00 ha        |
|        | 09-12-2013  | ACP Las Panguanas 3                                                              | ACP-67  | Loreto               | 6.87 ha         |
|        | 09-12-2013  | ACP Las Panguanas 4                                                              | ACP-68  | Loreto               | 5.12 ha         |
|        | 27-12-2013  | ACP Las Panguanas 2                                                              | ACP-69  | Loreto               | 0.62 ha         |
|        | 14-01-2014  | ACP Paraíso Natural Iwirati                                                      | ACP-70  | Loreto               | 100 ha          |
|        | 14-04-2014  | ACP Amazon Shelter                                                               | ACP-71  | Madre de Dios        | 9.59            |
|        | 26-05-2014  | ACP Espíritu del Monte                                                           | ACP-72  | Madre de Dios        | 40              |
|        | 23-06-2014  | ACP Las Panguanas 1                                                              | ACP-73  | Loreto               | 1.91 ha         |
|        | 25-07-2014  | ACP Kakiri Uka                                                                   | ACP-74  | Loreto               | 12.14 ha        |
|        | 15-09-2014  | ACP Cavernas de Leo                                                              | ACP-75  | Amazonas             | 12.5            |
|        | 31-10-2014  | ACP Ilish Pichacoto                                                              | ACP-76  | Junín                | 329.26 ha       |
|        | 31-03-2015  | ACP Lagunas y Páramos de Andinos de San José de Tapal                            | ACP-77  | Piura                | 908 ha          |
|        | 17-04-2015  | ACP Llamapampa - La Jalca                                                        | ACP-78  | Amazonas             | 26216.1 ha      |
|        | 24-06-2015  | ACP Wacan Numi                                                                   | ACP-79  | Loreto               | 12.80 ha        |
|        | 26-05-2015  | ACP Bosque de Nogal y Bosque de Puentecilla                                      | ACP-80  | Piura                | 449.26          |
|        | 08-06-2015  | ACP Bosques de Cuyas Cuchayo                                                     | ACP-81  | Piura                | 102.65          |
|        | 08-06-2015  | ACP Ronsoco Cocha                                                                | ACP-82  | San Martín           | 363.68          |
|        | 21-08-2015  | ACP Siete Cataratas - Qanchis Paccha                                             | ACP-83  | Cuzco                | 1008.51         |
|        | 27-11-2015  | ACP San Luis                                                                     | ACP-84  | Cuzco                | 1144            |
|        | 30-12-2015  | ACP El Cortijo                                                                   | ACP-85  | Loreto               | 22.35 ha        |
|        | 30-12-2015  | ACP San Pedro de Chuquibamba                                                     | ACP-86  | Amazonas             | 19560           |
|        | 24-07-2016  | ACP Botafogo                                                                     | ACP-87  | Madre de Dios        | 16.87           |
|        | 09-02-2016  | ACP Autora                                                                       | ACP-88  | Loreto               | 38.96 ha        |
|        | 02-03-2016  | ACP Mangamanguilla de la Asociación Agraria Manga Manga de Salitral              | ACP-89  | Piura                | 1738.23 ha      |
|        | 06-04-2016  | ACP El Los Bosques de Dotor, Hualtacal, Pueblo Libre, La Jardina y Chorro Blanco | ACP-90  | Piura                | 9 944.73 ha     |
|        | 27-04-2016  | ACP Bosque Seco de la Comunidad Campesina César Vallejo de Palo Blanco           | ACP-91  | Piura                | 200 ha          |
|        | 02-06-2016  | ACP Bosques Montanos y Páramos Chicuate - Chinguelas                             | ACP-92  | Piura                | 27107.45 ha     |
|        | 21-06-2016  | ACP Palmonte                                                                     | ACP-93  | San Martín           | 14.31 ha        |
|        | 23-06-2016  | ACP Sabalillo                                                                    | ACP-94  | Loreto               | 22.66 ha        |
|        | 08-07-2016  | ACP Santuario de La Verónica                                                     | ACP-95  | Cuzco                | 20.8 ha         |
|        | 13-07-2016  | ACP Fundo Rosita                                                                 | ACP-96  | Loreto               | 244.92 ha       |
|        | 21-07-2016  | ACP Machusaniaca II                                                              | ACP-97  | Cuzco                | 12.98 ha        |
|        | 26-07-2016  | ACP Lomas del Cerro Campana                                                      | ACP-98  | La Libertad          | 4564.98 ha      |
|        | 26-07-2016  | ACP Machusaniaca I                                                               | ACP-99  | Cuzco                | 22.01 ha        |
|        | 26-07-2016  | ACP Bosques Montanos y Páramos de Huaricancha                                    | ACP-100 | Piura                | 5915.35 ha      |
|        | 26-07-2016  | ACP Yacila de Zamba                                                              | ACP-101 | Piura                | 1000 ha         |
|        | 27-07-2016  | ACP Bosque Seco de Chililique Alto                                               | ACP-102 | Piura                | 200.00 ha       |
|        | 27-07-2016  | ACP Bosque de Neblina Aypate - Olleros                                           | ACP-103 | Piura                | 243.5 ha        |
|        | 27-07-2016  | ACP Fundo Cadena                                                                 | ACP-104 | Cuzco                | 44.74 ha        |
|        | 27-07-2016  | ACP Los Bosques de Overal y Palo Blanco                                          | ACP-105 | Piura                | 3522.32 ha      |
|        | 27-07-2016  | ACP Ebio Kiabamene                                                               | ACP-106 | Madre de Dios        | 1924.68 ha      |
|        | 20-10-2016  | ACP Tambopata Eco Lodge                                                          | ACP-107 | Madre de Dios        | 1065.7 ha       |
|        | 20-10-2016  | ACP Fundo Las Neblinas                                                           | ACP-108 | Pasco                | 30.36 ha        |
|        | 02-11-2016  | ACP Súmac Quilla                                                                 | ACP-109 | Loreto               | 36.22 ha        |
|        | 02-11-2016  | ACP Lakshmi Amazónica                                                            | ACP-110 | Loreto               | 56.66 ha        |
|        | 02-11-2016  | ACP Súmac Pacha                                                                  | ACP-111 | Loreto               | 30 ha           |
|        | 08-11-2016  | ACP Súmac Inti                                                                   | ACP-112 | Loreto               | 27.20 ha        |
|        | 22-11-2016  | ACP Wayqecha                                                                     | ACP-113 | Cuzco                | 593.85 ha       |
|        | 09-12-2016  | ACP Chakra Educativa                                                             | ACP-114 | Loreto               | 9.33 ha         |
|        | 07-06-2017  | ACP Bahuaja 1                                                                    | ACP-115 | Madre de Dios        | 132.04 ha       |
|        | 15-02-2017  | ACP Bosque Seco de Colina Juan Velasco Alvarado                                  | ACP-116 | Piura                | 2412.45 ha      |
|        | 15-02-2017  | ACP Santa Catalina de Moza                                                       | ACP-117 | Piura                | 1842.04 ha      |
|        | 12-05-2017  | ACP Zaragoza                                                                     | ACP-118 | Pasco                | 72.05 ha        |
|        | 12-05-2017  | ACP Matoriato                                                                    | ACP-119 | Cuzco                | 1737.5 ha       |
|        | 23-08-2017  | ACP Páramos y Bosques Montanos de la Comunidad Campesina San Juan de Sallique    | ACP-120 | Cajamarca            | 3547.19 ha      |
|        | 15-09-2017  | ACP Zoo Perú                                                                     | ACP-121 | Loreto               | 80.62 ha        |
|        | 15-09-2017  | ACP Bosque Seco San Juan de los Guayaquiles                                      | ACP-122 | Piura                | 304.84 ha       |
|        | 02-11-2017  | ACP Bosque de Churumazú                                                          | ACP-123 | Pasco                | 14.08 ha        |
|        | 07-11-2017  | ACP Darsham Ashram                                                               | ACP-124 | Loreto               | 23.39 ha        |
|        | 11-04-2018  | ACP Las Naranjas                                                                 | ACP-125 | San Martín           | 30 ha           |
|        | 24-07-2018  | ACP Bioparque Amazónico Bosque de Huayo                                          | ACP-126 | Loreto               | 10.75 ha        |
|        | 23-08-2018  | ACP Comunal Cujillo                                                              | ACP-127 | Cajamarca            | 3740.28 ha      |
|        | 24-10-2018  | ACP Refugio Lupuna                                                               | ACP-129 | Madre de Dios        | 41.95 ha        |
|        | 07-12-2018  | ACP El Cortijo Centro Piedras                                                    | ACP-130 | Madre de Dios        | 68.73 ha        |
|        | 07-12-2018  | ACP Páramos y Bosques Montanos San Miguel de Tabaconas                           | ACP-131 | Cajamarca            | 17555.95 ha     |
|        | 14-12-2018  | ACP Naturaleza Viva Ryo                                                          | ACP-133 | Madre de Dios        | 26.3 ha         |
|        | 05-02-2019  | ACP Masheke                                                                      | ACP-134 | Madre de Dios        | 366.43 ha       |
|        | 11-02-2019  | ACP Páramos y Bosques Montanos, Paraíso de la Comunidad Campesina San Felipe     | ACP-135 | Cajamarca            | 1957.75 ha      |
|        | 14-02-2019  | ACP Knoya - Supru                                                                | ACP-136 | Madre de Dios        | 2550.08 ha      |
|        | 26-04-2019  | ACP Comunal San Pablo - Catarata Gocta                                           | ACP-137 | Amazonas             | 2603.57 ha      |
|        | 26-04-2019  | ACP Arroyo Negro                                                                 | ACP-138 | Amazonas             | 156.42 ha       |
|        | 05-05-2019  | ACP Hakim & Cumorah                                                              | ACP-139 | Loreto               | 61.73 ha        |
|        | 11-11-2019  | ACP Comunidad Nativa Tibi Playa I Zona Río Ucayali                               | ACP-140 | Loreto               | 1,122.47 ha     |
|        | 02-12-2019  | ACP Zoo Perú I                                                                   | ACP-141 | Loreto               | 80.62 ha        |
|        | 14-01-2020  | ACP Kuntur Wachana                                                               | ACP-142 | Cuzco                | 1289.13 ha      |
|        | 14-01-2020  | ACP Pumawasi                                                                     | ACP-143 | Cuzco                | 861.01 ha       |
|        | 20-01-2020  | ACP Fundo San Isidro Labrador                                                    | ACP-144 | Loreto               | 23.35 ha        |
|        | 31-01-2020  | ACP Buen Retiro                                                                  | ACP-145 | Loreto               | 67.431 ha       |
|        | 05-02-2020  | ACP Bosque Cachil                                                                | ACP-146 | Cajamarca            | 210.4 ha        |
|        | 26-02-2020  | ACP La Niebla Forest                                                             | ACP-147 | Junín                | 70.28 ha        |
|        | 22-08-2020  | ACP Comunidad Nativa San Jorge del Río Marañón                                   | ACP-148 | Loreto               | 1060.86 ha      |
|        | 23-11-2020  | ACP Unchog                                                                       | ACP-149 | Huánuco              | 885.28 ha       |
|        | 16-02-2021  | ACP Bosque Urum                                                                  | ACP-150 | Lambayeque           | 705.95 ha       |
|        | 29-03-2021  | ACP Potsom Posho'll                                                              | ACP-151 | Pasco                | 20.3 ha         |
|        | 08-07-2021  | ACP Lomas de Quebrada Río Seco                                                   | ACP-152 | Lima                 | 787.82 ha       |
|        | 20-09-2021  | ACP Ni Meraya                                                                    | ACP-153 | Loreto               | 13.18 ha        |
|        | 23-09-2021  | ACP Paraje Capiro Llaylla                                                        | ACP-154 | Junín                | 252.00 ha       |
|        | 30-09-2021  | ACP Comunidad Nativa Once de Agosto Río Ucayali                                  | ACP-155 | Loreto               | 1100.02 ha      |
|        | 15-10-2021  | ACP San Lorenzo                                                                  | ACP-156 | Amazonas             | 191.14 ha       |
|        | 29-12-2021  | ACP Nihii Eupa Francisco                                                         | ACP-157 | Madre de Dios        | 2103.75 ha      |
|        | 29-12-2021  | ACP Predio Collpapampa Huadquiña-Mesada Chico                                    | ACP-158 | Cuzco                | 43.00 ha        |
|        | 29-12-2021  | ACP Los Amigos                                                                   | ACP-159 | Madre de Dios        | 140.00 ha       |
|        | 29-12-2021  | ACP Misquiyaco                                                                   | ACP-160 | Cuzco                | 1798.00 ha      |
|        | 29-12-2021  | ACP Tambopata Ecolodge I                                                         | ACP-161 | Madre de Dios        | 180.00 ha       |
|        | 27-01-2022  | ACP Juningue                                                                     | ACP-162 | San Martín           | 65.56 ha        |
|        | 26-05-2022  | ACP El Bosque Encantado de Sho'llet                                              | ACP-163 | Pasco                | 20.88 ha        |
|        | 24-05-2022  | ACP Monte Puyo (Bosque de Nubes)                                                 | ACP-    | Amazonas             | 16153.00 ha     |
|        | 22-06-2022  | ACP Suttoc y Pacchac                                                             | ACP-164 | Cuzco                | 1808.75 ha      |
|        | 11-08-2022  | ACP Fundo Miguel I                                                               | ACP-165 | Ucayali              | 6.66 ha         |
|        | 27-09-2022  | ACP Campo Verde                                                                  | ACP-166 | Ucayali              | 8049.87 ha      |
|        | 14-10-2022  | ACP San Pablito II                                                               | ACP-167 | Ucayali              | 12.52 ha        |
|        | 22-02-2023  | ACP Yasgolca – Santa Lucía, Montevideo                                           | ACP-168 | Amazonas             | 4725.69 ha      |
|        | 22-02-2023  | ACP Pampacorral                                                                  | ACP-169 | Cuzco                | 767.56 ha       |
|        | 22-02-2023  | ACP Utco                                                                         | ACP-170 | Cajamarca            | 3060.36 ha      |